# Diex
Diex (szlovénül: Djekše) osztrák község Karintia Völkermarkti járásában. Lakossága 2016 januárjában 832 fő volt.

## Elhelyezkedése

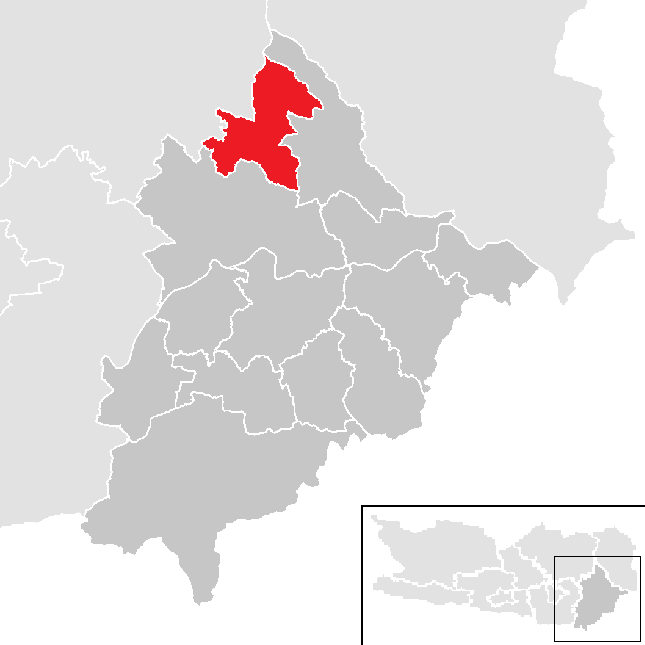
Diex a Völkermarkti járásban

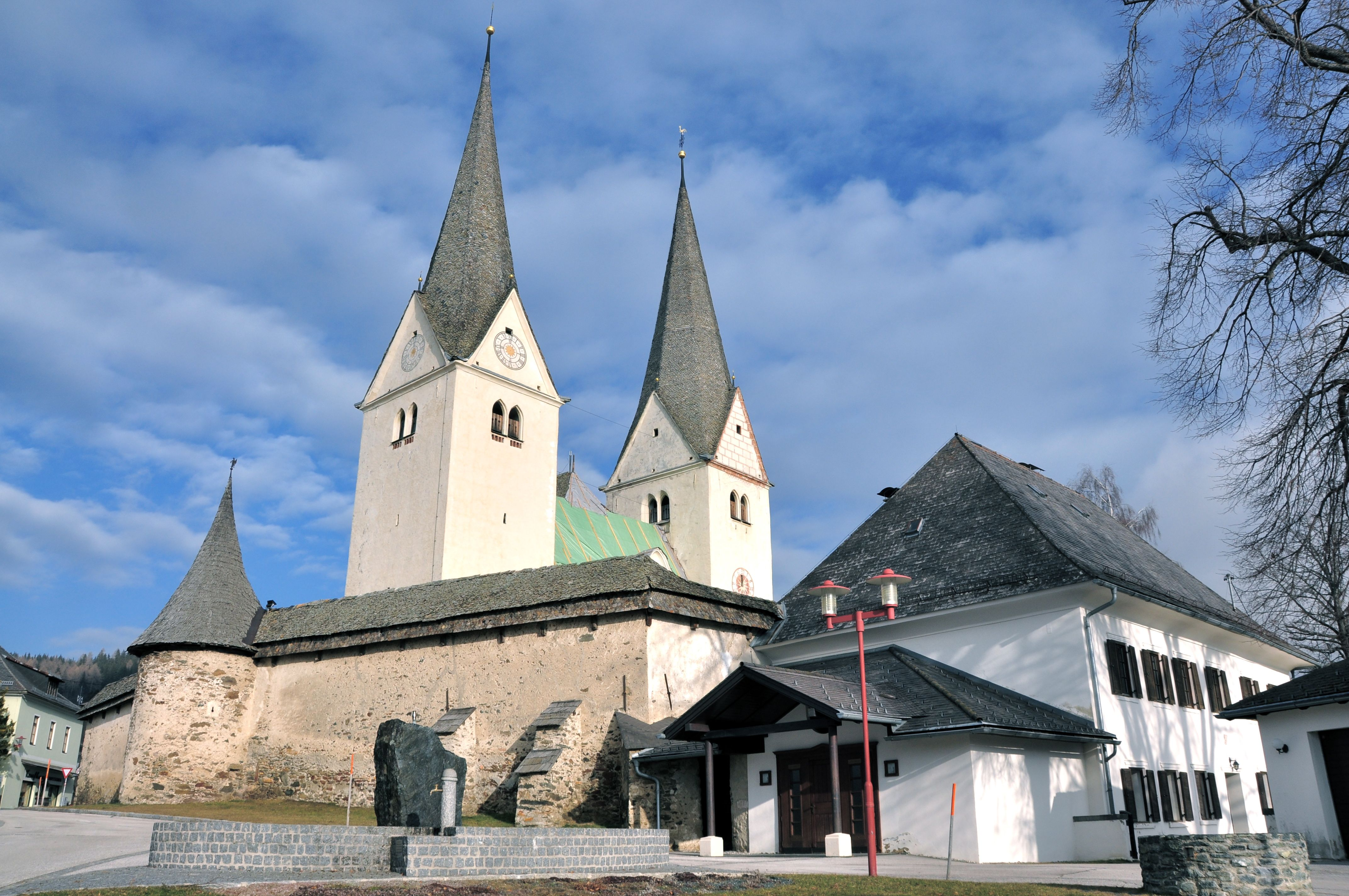
Diex temploma

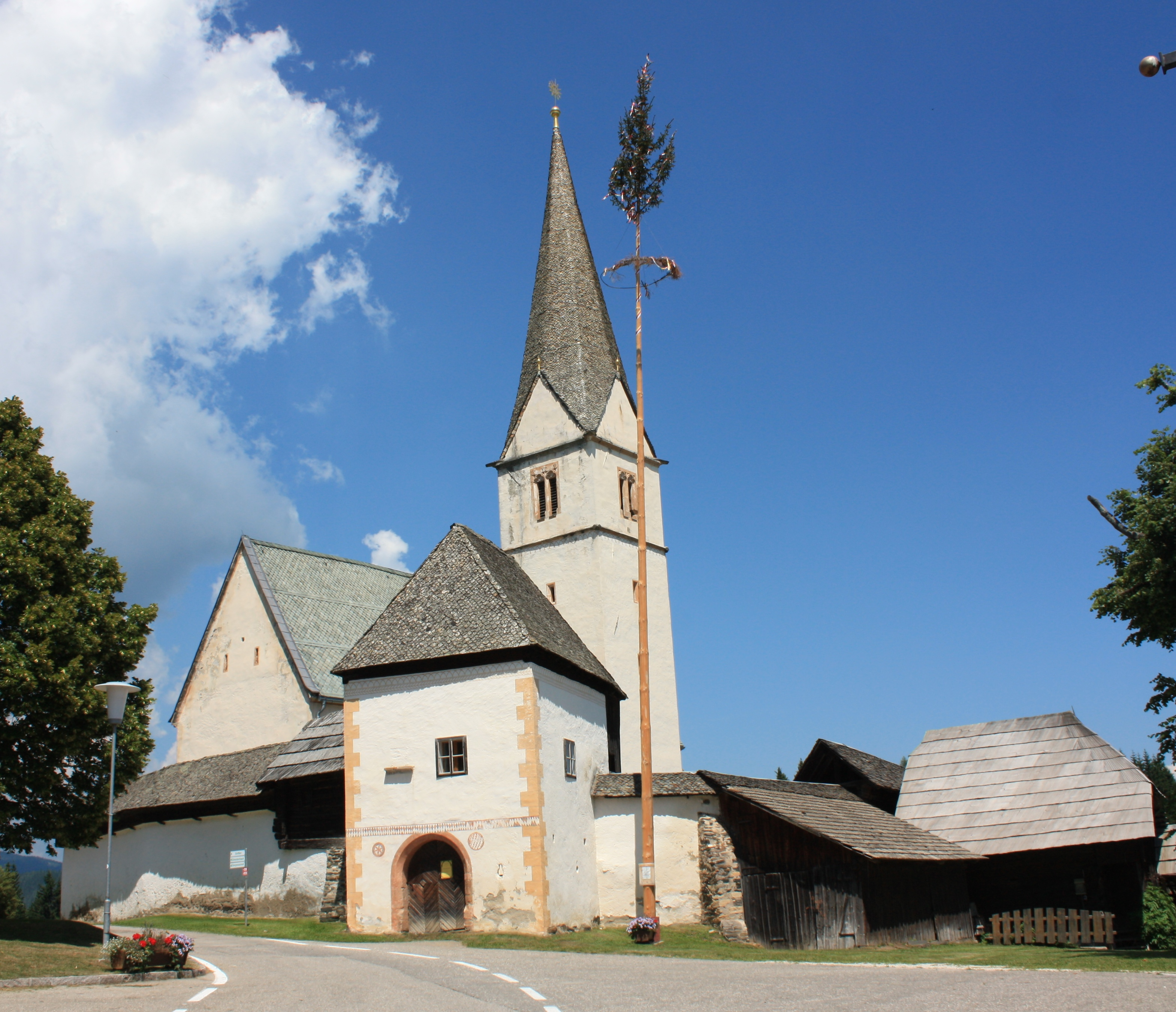
Grafenbach temploma

Diex Karintia keleti részén fekszik, a Saualpe hegyvonulat déli lejtőin, a Jauntal és Lavanttal völgyek fölött. Az önkormányzat 4 katasztrális községben (Diexerberg, Grafenbach, Haimburgerberg, Obergreutschach) 7 falut és településrészt fog össze: Bösenort (57 lakos), Diex (382), Grafenbach (120), Großenegg (41), Haimburgerberg (121), Michaelerberg (3), Obergreutschach (66).
A környező települések: keletre Griffen, délre Völkermarkt, nyugatra Brückl, északnyugatra Eberstein.

## Története
Diexet először Arnulf király egy 895-ös adományozó oklevelében említik "mons Diehse" formában.
A kedvező éghajlati viszonyoknak köszönhetően az önkormányzat területe viszonylag hamar benépesült. A középkorban több birtokos között oszlott meg. A 15. században a török betörések miatt Diex és Grafenbach templomát megerődítették.
A községi tanács 1865-ben alakult meg az 1850-ben létrejött Diexerberg és Haimburgerberg összeolvadásával. Az 1973-as közigazgatási reform során hozzákapcsolták a megszüntetett Haimburg község egyes részeit.

## Lakosság
2016 januárjában a diexi önkormányzathoz tartozó településeknek 832 lakója volt ami némi csökkenést jelent a 2001-es 863 lakoshoz képest. Akkor 99,2%-uk volt osztrák állampolgár volt. A szlovén kisebbség akkori aránya 6,8%.
A lakosok 97%-a katolikusnak, 2% pedig felekezet nélkülinek vallotta magát.

## Látnivalók
- Diex Szt. Márton-plébániatemploma. A templomot és a temetőt a török fosztogatások miatt a 15. században 5 m magas fallal vették körbe, amelyet csúcsos tetejű, háromnegyedes tornyokkal erősítettek meg.
- Grafenbach szintén megerődített, gótikus Mária Magdolna-plébániatemploma
- Haimburgerberg Szt. Lambert-temploma
- Rauterburg várának romjai

## Fordítás
- Ez a szócikk részben vagy egészben  a   Diex című német Wikipédia-szócikk ezen változatának fordításán alapul.  Az eredeti cikk szerkesztőit annak laptörténete sorolja fel. Ez a jelzés csupán a megfogalmazás eredetét és a szerzői jogokat jelzi, nem szolgál a cikkben szereplő információk forrásmegjelöléseként.